# Friðrik Friðriksson
Friðrik Friðriksson (født 6. oktober 1964) er en islandsk tidligere fodboldspiller (målmand). Han spillede 18 kampe for det islandske landshold. På klubplan repræsenterede han flere forskellige hold i hjemlandet, og vandt det islandske mesterskab med både Fram og ÍBV. Han var også i to år tilknyttet B1909 i Danmark.

## Titler
Islandsk mesterskab
- 1986 med Fram
- 1997 og 1998 med ÍBV

Islandsk pokal
- 1985 og 1987 med Fram
- 1998 med ÍBV